# 国際ダブルリード協会
国際ダブルリード協会（こくさいダブルリードきょうかい、International Double Reed Society、略称: IDRS）は、ダブルリード奏者、楽器メーカー、および愛好家の利益を促進する組織である。IDRSが提供するサービスには、オーボエとファゴットの国際コンクール、年次大会、会員名簿、図書館、助成金に関する情報、会報「The Double Reed」といった出版物がある。

## 歴史
IDRSは、1969年にジェラルド・コーリーが編集したファゴット奏者のためのニュースレターから発展した.。ミシガン大学教授ルイス・ヒュー・クーパーとファゴットメーカーフォックス・プロダクツ社のアラン・フォックス社長は、ダブルリード奏者のために「ダブルリードクラブ」を設立した。コーリーとともに、1971年12月の中西部バンドマスターズ大会中の会議を組織し、1972年8月にはミシガン大学でダブルリード協会の第1回年次大会が開催された。
年次大会（Conferences）はアメリカとヨーロッパで交互に開催されているが、2015年には初めての非欧米地域での開催として、「国際ダブルリード・フェスティバル2015東京」が開催された。ホストは日本ファゴット（バスーン）協会会長の菅原眸。会場は国立オリンピック記念青少年総合センター。 

## 大会
IDRSファーナンド・ジレット-ヒューゴ・フォックス国際コンクールは、オーボエ奏者とファゴット奏者のためのコンクールで、毎年、同協会の年次大会期間中に開催され、優勝者には8,000米ドル、準優勝者には3,000米ドル、その他のファイナリストには1,00米0ドルが贈られる。5名のファイナリストが選ばれて出場します。最終選考会の日までに31歳の誕生日を迎えていないオーボエ奏者またはファゴット奏者がエントリーすることができる。このコンクールは1979年に創設され、1925年から1946年までボストン交響楽団のソロ・オーボエ奏者であった名オーボエ奏者ファーナンド・ジレットと、1922年から1949年までシカゴ交響楽団の首席ファゴット奏者であった名ファゴット奏者ヒューゴ・フォックスの追悼のために創設された。 このコンクールは毎年ファゴットとオーボエで交互に行われている。
オーボエ奏者とファゴット奏者を対象としたIDRSヤング・アーティスト・コンクールは、ジレット-フォックス・コンクールの不協和音楽器を対象とした同学会の年次大会期間中に毎年開催され、1等賞は2,000ドル、2等賞は1,000ドル、3等賞は500ドルとなっている。3名のファイナリストが選ばれて出場する。最終選考会の日までに22歳の誕生日を迎えていないオーボリストまたはファゴット奏者がエントリーすることができる。同コンクールは2008年に創設され、第1回目はオーボエを対象としたコンクールだった。
メグ・クイグリー・ヴィヴァルディ・コンクールは、2005年にウィチタ交響楽団の首席ファゴット奏者ニコラサ・クスターとテキサス大学オースティン校のファゴット教授クリスティン・ウォルフ・ジェンセンによって創設された。北米および南米の若手女性ファゴット奏者を対象としたコンクールで、隔年でIDRS総会と同時開催されています。このコンクールの名前は、イタリアのバロック作曲家アントニオ・ヴィヴァルディがヴェネツィアの少女孤児院で音楽を教えていたことや、カリフォルニア州の慈善家で女性問題や施設を支援していたメグ・クイグリーに由来している。第1位には9,000ドルと演奏機会、第2位には6,000ドル、第3位には3,000ドルの賞金が授与された。